# 布魯厄維爾縣區 (伊利諾伊州蘭道夫縣)
布魯厄維爾縣區（英語：Precincts (United States)）是位於美國伊利諾伊州蘭道夫縣的一個縣區。

## 地方資料
根據2010年美國人口普查的數據，布魯厄維爾縣區的面積為108.10平方千米，當中陸地面積為100.14平方千米，而水域面積為7.96平方千米。當地共有人口285人，而人口密度為每平方千米2.64人。